# Route Fagnes et Lacs/Venn und Seen Route
De Route Fagnes et Lacs of Venn und Seen Route is een toeristische autoroute in Wallonië. De route is bewegwijzerd met zeshoekige borden en is 150 kilometer lang. De route doet Malmedy, Monschau, Robertville, Büllingen, Amel, Montenau, Bellevaux aan.